# Иж Юпитер-4
Иж Юпитер-4 (ИЖ Ю-4) — дорожный мотоцикл среднего класса, предназначенный для передвижения по дорогам, имеющим разное покрытие. Выпускался Ижевским машиностроительным заводом в период с 1980 по 1985 год. К мотоциклу можно присоединять боковой пассажирский прицеп.
Мотор иж Юпитер 4 также устанавливался на поздний иж Юпитер 3, также первые моторы Юпитер 4 были более мощными а именно 28лс но потом из-за жалоб по ресурсу мощность пришлось снизить до 22лс, ресурс в СССР был намного меньше только из-за качества масел, сейчас же можно не переживать за это.
Примечательно что любой мотор иж Юпитер можно форсировать от 28 до 40 лошадиных сил, например снижая вес маховика и облегчением коленчатых валов при помощи токарных станков стачивая 5-8мм с боковых стенок коленвала, также имеет место быть балансировка, установка 2х карбюраторов, современного зажигание CDI которое намного легче родного но еще и позволит заводить мотоцикл без аккумулятора и запчасти можно купить в многих интернет магазинах.

## Конструкция
С 1980 года началось производство мотоцикла «Иж Юпитер-4» с двигателем, мощность которого, по сравнению с предыдущей моделью Иж Юпитер-3, была увеличена с 25 до 28 л. с. Мотоцикл получил новую экипажную часть с щитком, крепящимся к вилке, а не к траверсе, как у предыдущей модели. Также на мотоцикл стали устанавливать принципиально новое 12-вольтовое электрооборудование, что вместе с новой фарой головного света большего диаметра (с асимметричным светом) повысило безопасность и комфорт водителя и пассажиров. 
Из минусов конструкции можно отметить большое количество клеммных соединений в электропроводке мотоцикла, чем обусловлены нередкие отказы различных узлов электрооборудования. В двигателе — слабый коленчатый вал, который был улучшен в 1983 году.
Двигатель по сравнению с третьей и пятой моделями серии имеет более высокие обороты максимальной мощности, что в отсутствие качественных смазочных материалов приводило к быстрому износу и выходу из строя деталей цилиндро-поршневой группы мотоцикла. Кроме того, это смещало максимальный крутящий момент к более высоким оборотам, что плохо сказывалось на эксплуатационных качествах мотоцикла при его использовании на пересеченной местности. Ввиду того, что большая часть мотоциклов применялась в сельской местности с тяжелыми дорожными условиями и даже отсутствием дорог, в последующих версиях мотоциклы этой серии лишились части лошадиных сил в угоду смещения крутящего момента в нижний диапазон оборотов и увеличения ресурса двигателя.

## Технические характеристики
Максимальная скорость - 125 км/ч (время разгона до 100 км/ч - 23 секунды)
Контрольный расход топлива, л/км 6,2 (7,5)/100.
Масса (сухая), кг 160 (255).
Максимальная нагрузка, кг 150 (265).
Тип двигателя двухцилиндровый, двухтактный.
Рабочий объем двигателя - 348 см3.
Максимальная мощность, кВт 20,6 (28 л. с.) при 5600 мин-1
Карбюратор К-62 Д.
Источник электроэнергии: генератор переменного тока, 12 В, 100 Вт.
Система зажигания: батарейная.